# Prinzenhof (Gent)

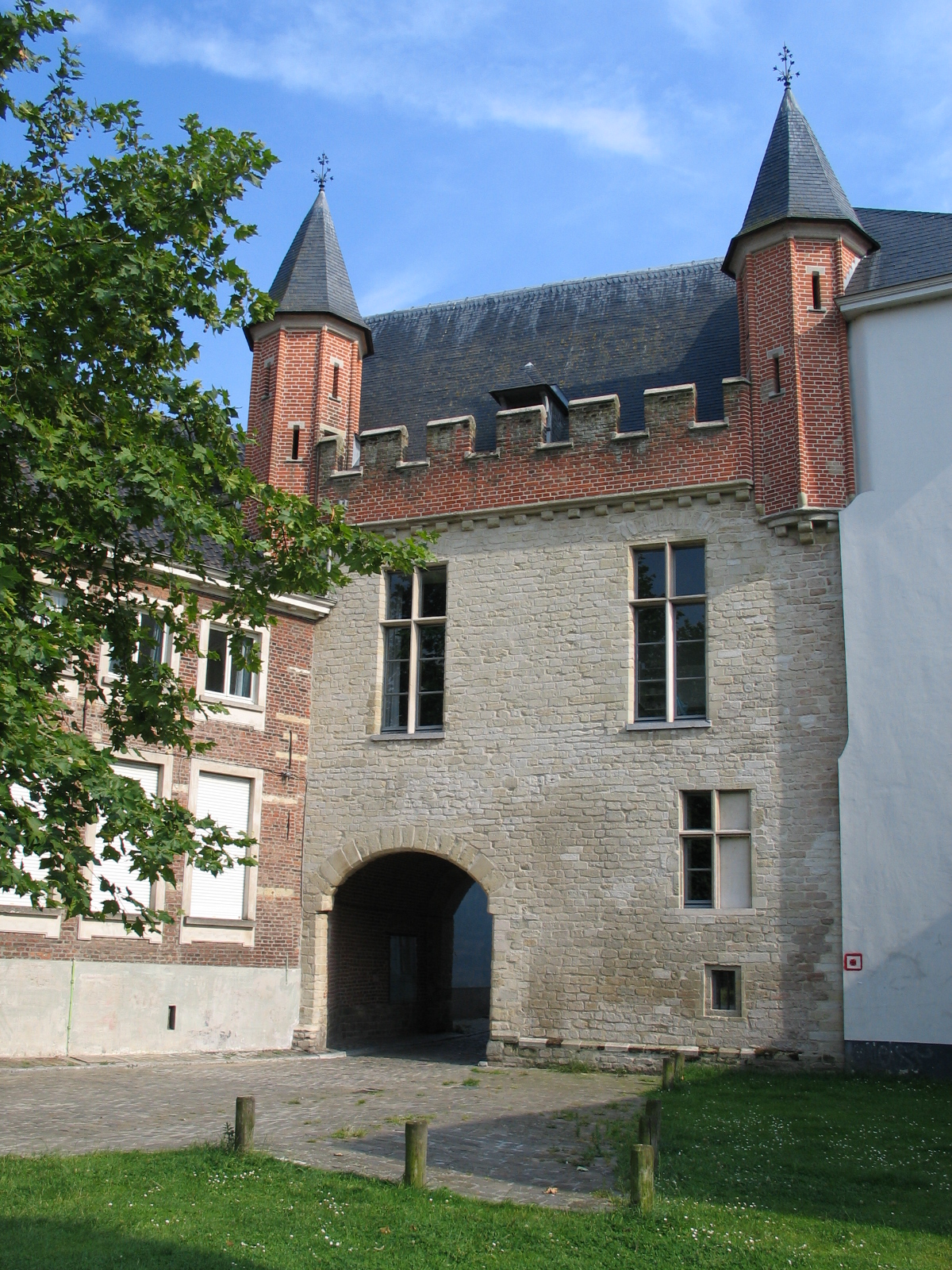
Das Donkere Poort des Hofes zum Walle

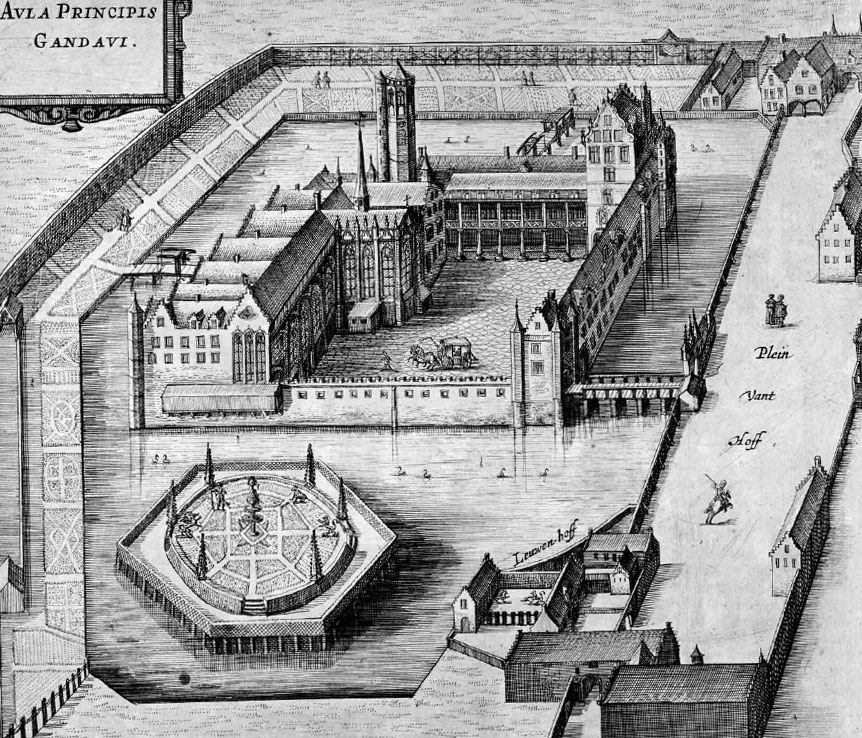
Der Prinzenhof um 1600

Der Prinzenhof (niederländisch Prinsenhof) ist ein historischer Bereich in Gent, entstanden durch die Bebauung rund um den früheren Hof ten Walle (Hof zum Walle), dem Geburtsort Kaiser Karls V. (* 24. Februar 1500), der ebenfalls auch Prinzenhof genannt wird. Die Umgebung erfüllt gegenwärtig vor allem eine Wohnfunktion.

## Der Hof zum Walle
Der Hof zum Walle wurde inmitten des 14. Jahrhunderts als Luxusresidenz für den italienischen Financier und Politiker Simon de Mirabello erbaut. Später erwuchs der Hof zur Residenz der Grafen von Flandern. Der Hof zum Walle war Schauplatz des festlichen Einzugs des späteren Kaisers Maximilian I. mit seiner Braut Maria von Burgund im August 1477. Bereits zuvor war es einer der meistgeschätzten Orte der Herzöge von Burgund.
Der Hof ist mittlerweile gänzlich verschwunden, abgesehen vom Nordportal, nun das dunkle Portal (niederländisch Donkere Poort) genannt. Beim Prinzenhof befand sich auch ein (heute unzugänglicher) Leeuwenhof (deutsch Löwenhof), der auf einen Tiergarten hinweist, der hier bereits im 14. Jahrhundert bestand. 1360 tötete ein entflohener Löwe drei Menschen. Eine Anzahl an Löwen, die Kaiser Karl V. vom Bey von Tunis geschenkt worden waren, wurden ebenfalls in den Löwenhof verbracht. Der Tiergarten blieb bis in das 17. Jahrhundert bestehen. 1650 wurde der Tiergarten von Karmeliten in einen Klostergarten umgewandelt. Die große Bogenpforte der Wohnung des Barons Bethune (1821–1894) in der Prinsenhofstraat ist ein Überbleibsel der Nebengebäude des alten Hofes zum Walle.

## Die Prinzenhofumgebung
Das Gebiet erstreckt sich vom Rabot bis zum Gravensteen, mit der Lieve als natürlicher Ostgrenze und der Burg- und der Rabotstraat als Süd- und Westgrenze.
Beim Silberhof verbindet die Brug der Geneugten oder Kaiser-Karl-Brücke (entworfen von dem Volkssänger-Bildhauer Walter de Buck) die Umgebung mit dem St. Antoniuskai. Von der merkwürdigen Brücke über den Lievekanal hat man eine prächtige Sicht auf den Rabot und das Augustinerkloster.
In der Abrahamsstraat befindet sich der „Berg der Barmherzigkeit“ (Berg van Barmhartigheid/Mons Pietatis), ein Gebäude aus dem 17. Jahrhundert in dem noch vor Kurzem das Genter Stadtarchiv untergebracht war, das jedoch inzwischen in die Zwarte Doos nach Gentbrugge umzog.
Jedes Jahr am ersten Wochenende des Septembers finden die Prinzenhoffeste statt, ein buntes Treiben u. a. mit dem größten Rummelmarkt von ganz Gent.

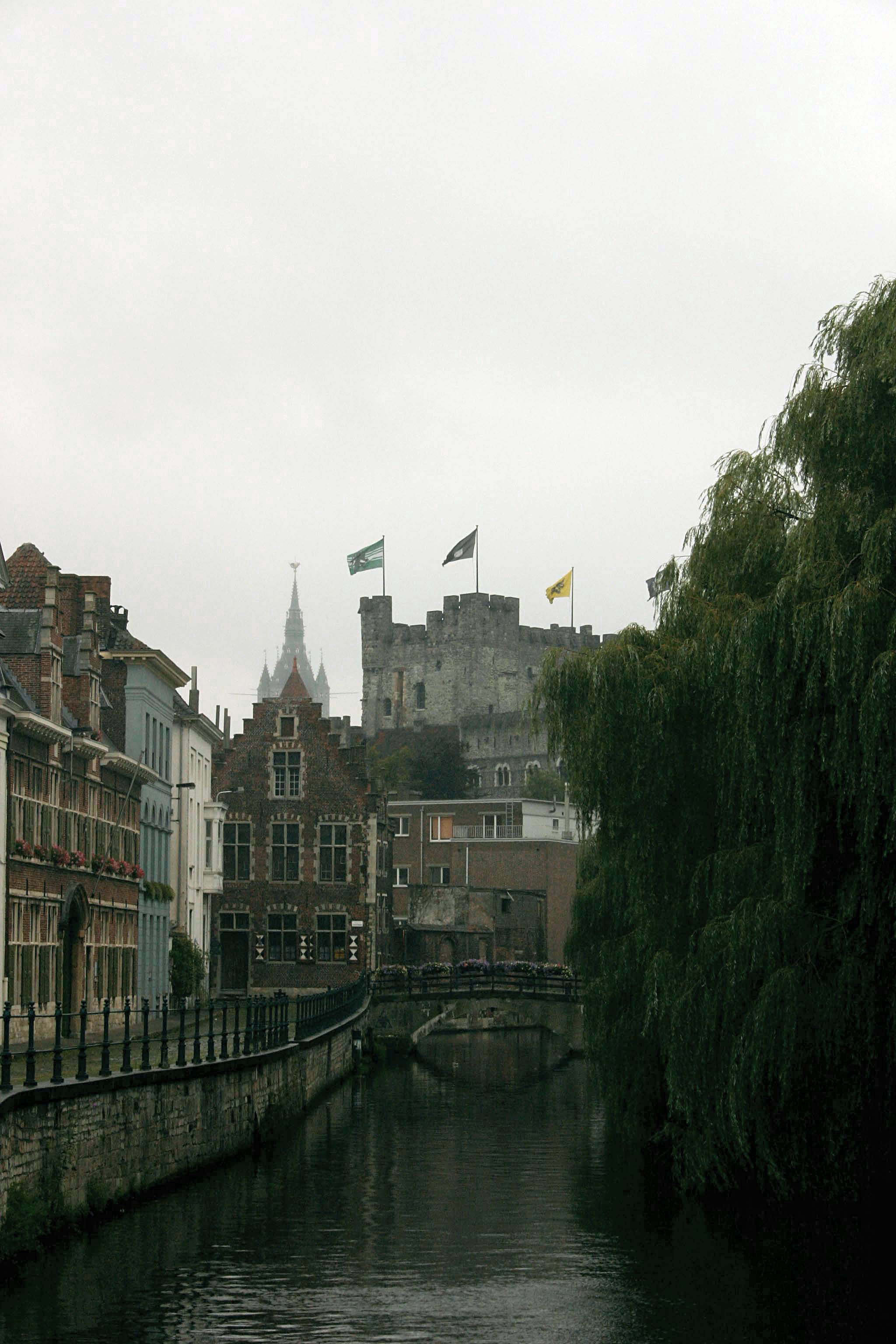
Die Lieve mit dem Gravensteen im Hintergrund
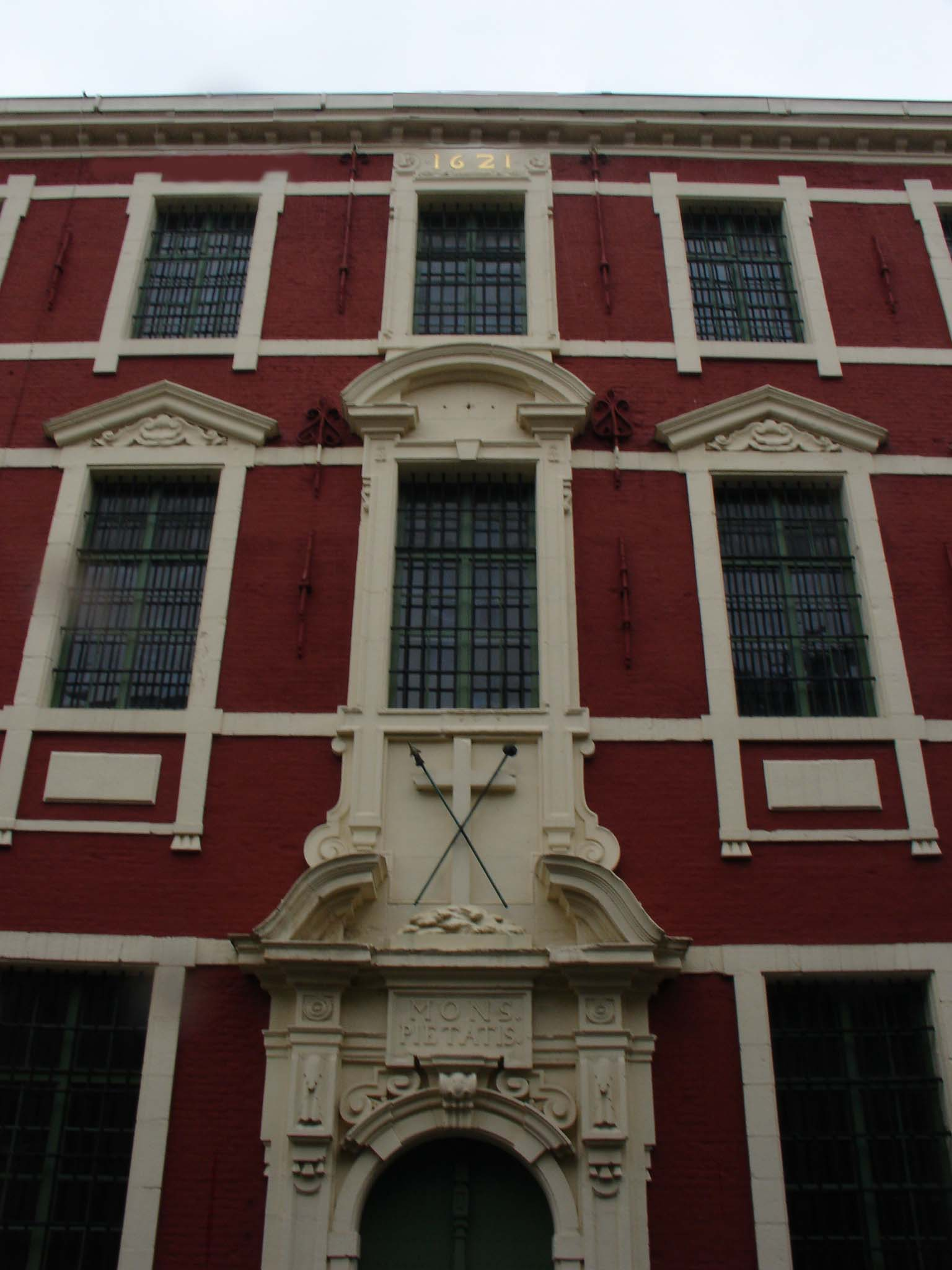
Das Gebäude mit dem Namen „Berg van Barmhartigheid“
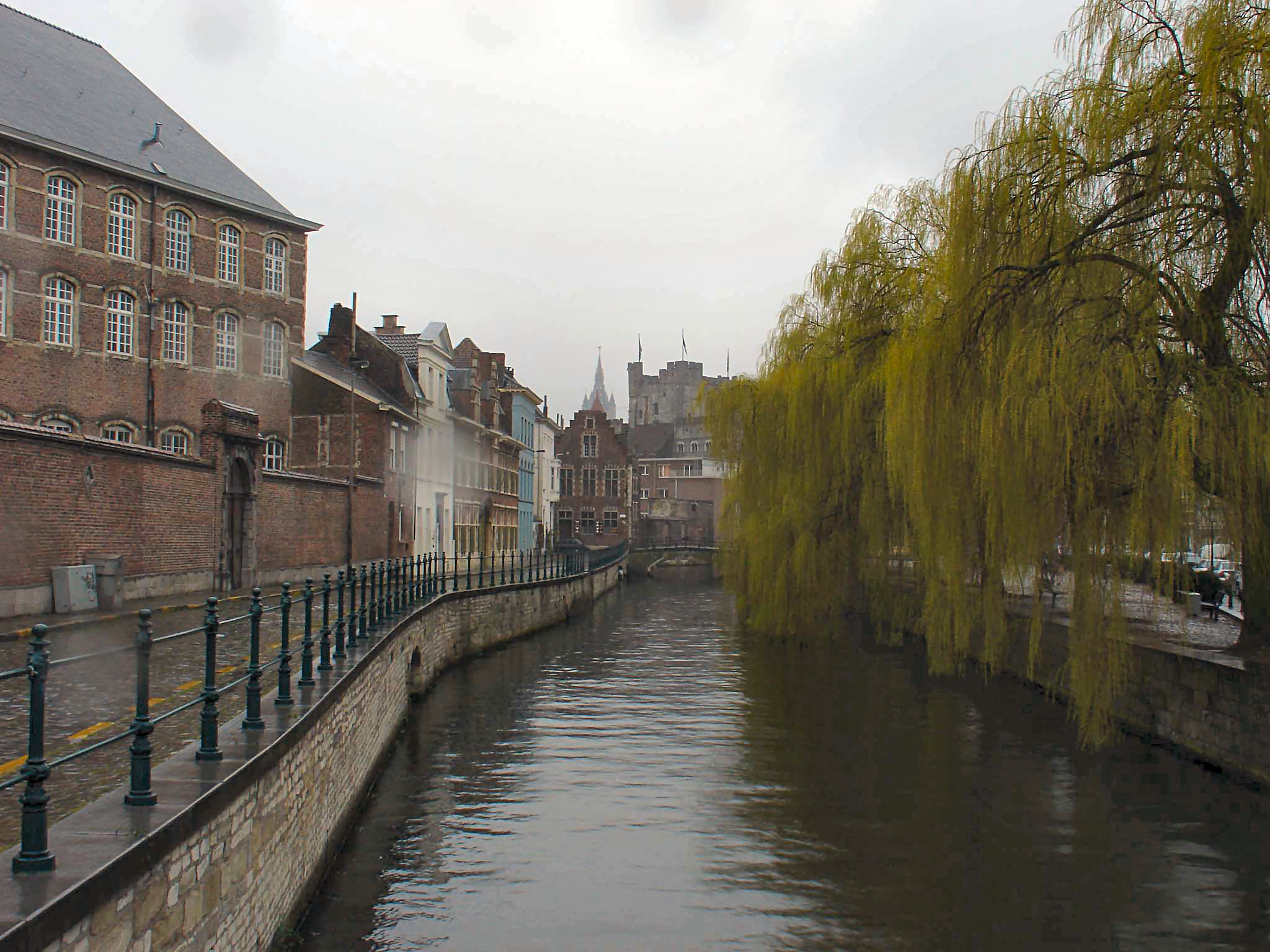
De Lieve mit dem Augustinerkloster links und rechts dem Lievekai
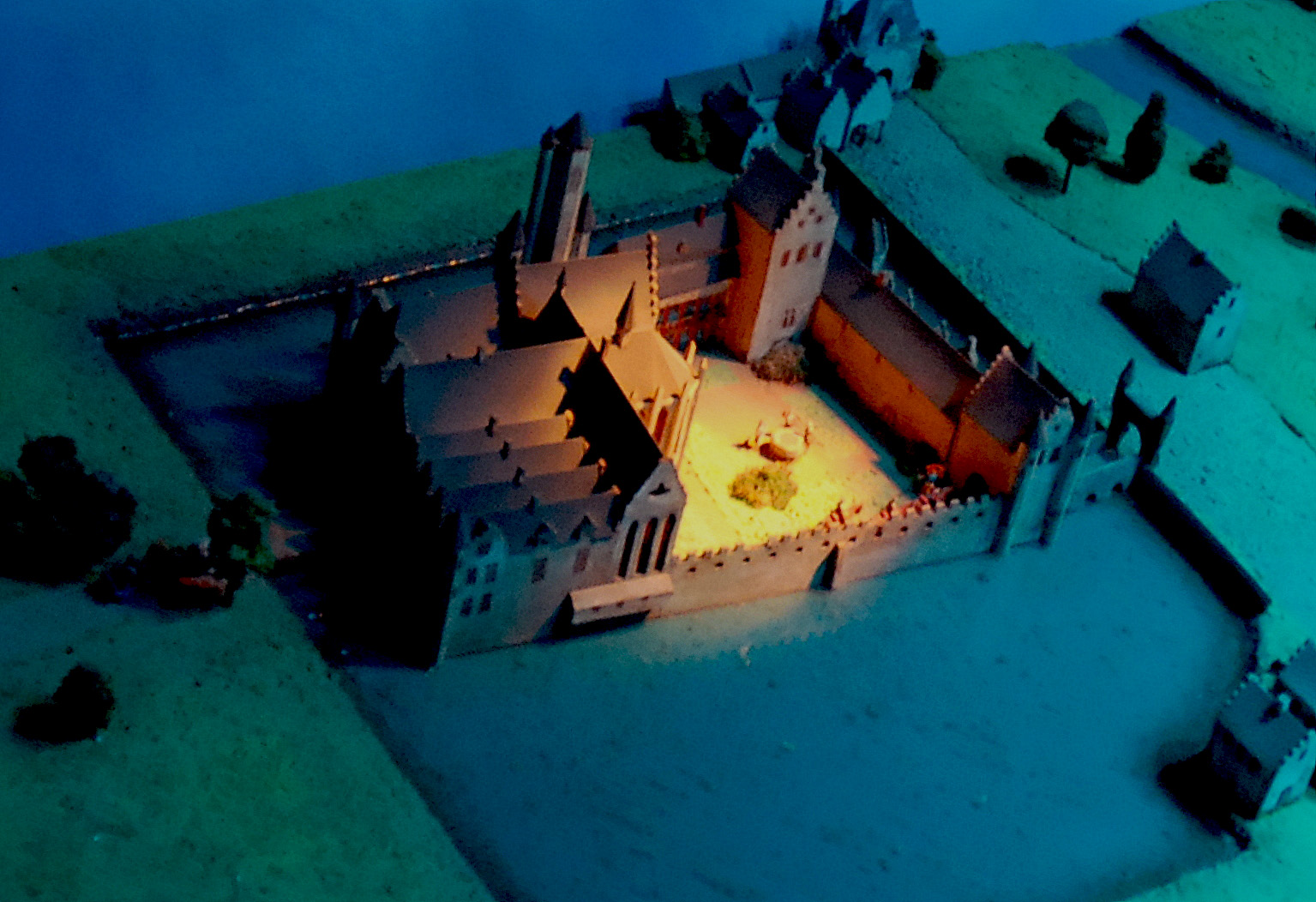
Der Prinzenhof im 16. Jahrhundert, als Teil eines Modells im Museum De Wereld van Kina